# NGC 5142
NGC 5142 est une galaxie lenticulaire située dans la constellation des Chiens de chasse. Sa vitesse par rapport au fond diffus cosmologique est de 5 580 ± 16 km/s, ce qui correspond à une distance de Hubble de 82,3 ± 5,8 Mpc (∼268 millions d'al). NGC 5142 a été découverte par l'astronome germano-britannique William Herschel en 1785.
Selon la base de données Simbad, NGC 5142 est une galaxie LINER, c'est-à-dire une galaxie dont le noyau présente un spectre d'émission caractérisé par de larges raies d'atomes faiblement ionisés.
NGC 5142 est une galaxie dont le noyau brille dans le domaine de l'ultraviolet. Elle est inscrite dans le catalogue de Markarian sous la cote Mrk 452 (MK 452).
À ce jour, une mesure non basée sur le décalage vers le rouge (redshift) donne une distance d'environ 74,000 Mpc (∼241 millions d'al). Cette valeur est à l'intérieur des valeurs de la distance de Hubble. Notons cependant que c'est avec la valeur moyenne des mesures indépendantes, lorsqu'elles existent, que la base de données NASA/IPAC calcule le diamètre d'une galaxie et qu'en conséquence le diamètre de NGC 5142 pourrait être d'environ 29,3 kpc (∼95 600 al) si on utilisait la distance de Hubble pour le calculer.

## Groupe de NGC 5141
NGC 5142 est membre d'un trio de galaxies, le groupe de NGC 5141. Les deux autres galaxies du sont NGC 5141 et NGC 5149.